# میلوتا
میلوتا (به مجاری:  Milota) یک منطقهٔ مسکونی در مجارستان است که در ناحیه فهردیارمات واقع شده‌است. میلوتا ۱۵٫۳۹ کیلومتر مربع مساحت و ۹۰۹ نفر جمعیت دارد.